# Comité Paralímpico de Oceanía
El Comité Paralímpico de Oceanía es una organización con ubicada en la ciudad de Sídney, Australia. Es una organización internacional formada por los nueve comités paralímpicos nacionales de Oceanía.

## Historia
El Comité Paralímpico de Oceanía se formó en 2006, cuando la Federación Fespic fue dividida en dos instituciones separadas, dando origen al Comité Paralímpico de Oceanía y el Comité Paralímpico Asiático.

## Miembros
| País               | Código | Comité paralímpico nacional                      |
| ------------------ | ------ | ------------------------------------------------ |
| Australia          | AUS    | Comité Paralímpico Australiano                   |
| Fiyi               | FIJ    | Comité Paralímpico de Fiyi                       |
| Islas Salomón      | SOL    | Comité Paralímpico Nacional de las Islas Salomón |
| Kiribati           | KIR    | Comité Paralímpico Nacional de Kiribati          |
| Nueva Zelanda      | NZL    | Comité Paralímpico de Nueva Zelanda              |
| Papúa Nueva Guinea | PNG    | Comité Paralímpico de Papúa Nueva Guinea         |
| Samoa              | SAM    | Comité Paralímpico de Samoa                      |
| Tonga              | TGA    | Comité Paralímpico Nacional de Tonga             |
| Vanuatu            | VAN    | Comité Paralímpico de Vanuatu                    |

## Eventos

### Juegos de la FESPIC
- 1975 Beppu.
- 1977 Parramatta.
- 1982 Hong Kong.
- 1986 Surakarta.
- 1989 Kobe.
- 1994 Pekín.
- 1999 Bangkok.
- 2002 Busan.
- 2006 Kuala Lumpur.

### Juegos de la Juventud de la FESPIC
- 2003 Hong Kong